# Tommy Sundvall
Tommy Sven Sundvall, född 22 december 1988 i Haninge, numera boende i Kramfors, är en svensk serietecknare.

## Biografi
Tommy Sundvall är en svensk serietecknare med bakgrund ur fanzinerörelsen. Han skildrar arbete och kritik mot densamme i serieform. Till vardags arbetar han på bensinstation. Till dags dato har han gett ut två böcker på Galago förlag. Förutom bokutgivning medverkar han regelbundet i tidningar som Galago, Brand, MAL Magasin, Arbetaren med flera.
2025 tilldelades Tommy Sundvall Aftonbladets litteraturpris för seriealbumet Folkbokförd i rännstenen.

### Seriealbum
- 2022 – På äventyr i senkapitalismen (Galago förlag)[2]
- 2024  – Folkbokförd i rännstenen (Galago förlag)[3]

### Fanzines
- Paddsatan (egen utgivning, 2012-2020)
- Revkrematoriet (egen utgivning, 2017-2020)